# Université technique d'État de Magnitogorsk
L'université technique d'État de Magnitogorsk est un établissement public d'enseignement supérieur fondé en 1931 dans la ville russe de Magnitogorsk.

## Formations
L'université propose 67 spécialisations, 24 licences, 14 masters, ainsi que de nombreuses autres formations.
Ces formations sont dispensées dans près de 200 000 m2 de locaux comportant cinq cantines, trois centres de sports et un service bibliothécaire proposant près de 1,2 million de livres.